# 马晓晖
马晓晖（1966年1月—），男，汉族，浙江慈溪人。1984年2月参加工作，1988年9月加入中国共产党，浙江省委党校工商管理硕士研究生学历。

## 仕途
1984年2月，任慈溪县浒山镇工商所干部，县工商局副科长。1991年3月，任横河区天东乡副乡长。1992年5月，任浒山镇党委委员。1992年8月，任奉化市大桥镇镇长助理。1994年1月，任慈溪市政府办公室秘书。1994年6月，任慈溪市团委书记。1995年8月，任宁波市团委副书记（1996年4月－1998年2月，在浙江大学经济学专业研究生课程班学习）。1997年9月，任宁波市团委书记（1998年8月－2000年12月，在中央党校经济管理专业本科班学习）。2000年12月，任中共宁海县委副书记、政法委书记。2004年8月，任宁海县委副书记、代县长，2005年2月任县长。
2006年6月，任中共台州市路桥区委书记。2009年7月，任中共台州市委常委、组织部部长。2013年5月，任中共温州市委副书记、市政法委书记。
2015年4月，任中共杭州市委常委、副市长。2017年2月27日，当选中共杭州市委副书记、市政法委书记。
2018年2月13日，升任中共湖州市委书记。2021年8月9日，调任浙江省人大常委会机关党组副书记。

## 落马
2021年8月19日傍晚，浙江省纪委监委网站发布消息称：浙江省人大常委会机关党组副书记马晓晖涉嫌严重违纪违法，主动投案，目前正在接受浙江省纪委省监委纪律审查和监察调查。
2022年3月28日，马晓晖因涉嫌受贿、滥用职权罪；受到“双开”处分，被开除党籍和公职。
2022年6月27日，金华市中级人民法院一审公开开庭审理了马晓晖受贿、滥用职权一案。
金华市人民检察院指控：2005年至2021年，马晓晖利用担任中共宁海县委副书记、县长，中共台州市路桥区委书记，中共台州市委常委、组织部长，中共杭州市委常委、副市长，国际峰会杭州市筹备工作领导小组副组长，中共杭州市委副书记，中共湖州市委书记等职务便利，单独或通过特定关系人收受财物共计折合人民币6972万余元。
此外2018年至2020年，马晓晖在担任中共杭州市委副书记、中共湖州市委书记期间滥用职权致使公共财产遭受损失人民币6764万余元。
庭审结束后法庭宣布休庭，择期宣判。